# Gonora aequatorialis
Gonora aequatorialis là một loài bướm đêm trong họ Geometridae.